# ضدویروس کلم‌وین
کِلَم‌وین (به انگلیسی: ClamWin antivirus) یک ضدویروس کد باز بر پایه ضدویروس کِلَم می‌باشد که برای استفاده در سیستم‌عامل ویندوز برنامه‌نویسی شده‌است .

## ویژگی‌ها
1. قابلیت زمان‌بندی برای اسکن‌کردن سیستم
2. بروزرسانی خودکار
3. ویروس اسکنر
4. ادغام با ویندوز اکسپلورر و ویژگی اسکن فایلها با استفاده از کلیک‌راست
5. افزونه اوت لوک برای اسکن‌کردن فایلهای پیوستی نامه‌های الکترونیکی [۲]